# Zmarli w listopadzie 2024

## Listopad 2024
- 30 listopada
  - Ryszard Poznakowski – polski muzyk i kompozytor; członek zespołu Trubadurzy[1]
  - Ladislav Rygl – czeski narciarz, kombinator norweski, mistrz świata (1970)[2]
  - Urszula Wich – polska ekonomistka, profesor[3]
  - Nizoramo Zaripowa(inne języki) – tadżycka polityczka i feministka, przewodnicząca Rady Najwyższej Tadżyckiej Socjalistycznej Republiki Radzieckiej (1984)[4]
- 29 listopada
  - Marshall Brickman – amerykański scenarzysta i reżyser filmowy[5]
  - Anna Chabowska-Stasiak – polska aktorka[6]
  - Jerzy Hall – polski samorządowiec, działacz opozycji demokratycznej w PRL[7][8][9]
  - Josef Jelínek – czeski piłkarz, wicemistrz świata (1962)[10]
  - Krystyna Mrugalska – polska pedagog i działaczka społeczna, prezes honorowa PSONI[11]
  - Wayne Northrop – amerykański aktor[12]
  - Peter Westbrook – amerykański szablista, medalista olimpijski (1984)[13]
- 28 listopada
  - Zdzisław Baszak – polski wojskowy, żołnierz AK, działacz kombatancki, generał brygady[14]
  - Prince Johnson – liberyjski polityk i wojskowy, przywódca zamachu stanu w 1990, kandydat na prezydenta[15]
  - Ananda Krishnan – malezyjski przedsiębiorca, miliarder, właściciel platformy telewizyjnej Astro[16]
  - Czesław Kur – polski judoka i trener, medalista Mistrzostw Europy (1968, 1969)[17][18]
  - Przemysław Kwiek – polski artysta rzeźbiarz i malarz, performer[19]
  - Silvia Pinal – meksykańska aktorka[20]
  - Jakub Rok – polski farmaceuta, dr hab., profesor SUM[21]
- 27 listopada
  - Maria Alexandru – rumuńska tenisistka stołowa, mistrzyni świata (1961, 1973(inne języki), 1975(inne języki))[22]
  - Stanisław Berger – polski biochemik i fizjolog, profesor[23]
  - Zygmunt Brachmański – polski artysta rzeźbiarz i medalier[24]
  - Thomas Hylland Eriksen – norweski antropolog społeczny, publicysta, profesor[25]
  - Georges Gilson – francuski duchowny rzymskokatolicki, biskup Le Mans (1981–1996), arcybiskup Sens (1996–2004)[26]
  - Jacek Książyk – polski trener lekkoatletyczny[27]
- 26 listopada
  - Jim Abrahams – amerykański reżyser i scenarzysta filmowy, pisarz[28]
  - Karin Baal(inne języki) – niemiecka aktorka[29]
  - Birgitta Dahl – szwedzka polityczka, przewodnicząca Riksdagu (1994–2002)[30]
  - Jan Furtok – polski piłkarz, uczestnik mistrzostw świata (1986)[31]
  - Czesław Grabarczyk – polski inżynier środowiska, profesor[32]
  - Gemma Hussey – irlandzka polityczka, parlamentarzystka, minister kilku resortów[33][34]
  - Jacek Illg – polski tłumacz i wydawca[35]
  - Hieronim Kroczyński – polski historyk, muzealnik, wieloletni dyrektor Muzeum Oręża Polskiego w Kołobrzegu[36]
  - Kazimierz Matl – polski geolog, dr inż, docent AGH, członek PAN[37]
  - Wiesław Nahurski – polski nauczyciel i ekonomista[38][39]
  - Scott L. Schwartz – amerykański wrestler, kaskader i aktor filmowy[40]
  - Choan Seng Song – tajwański teolog prezbiteriański[41]
  - Antoni Wawryca – polski prawnik i samorządowiec, wójt gminy Tomaszów Lubelski (1990–2014)[42]
- 25 listopada
  - Pedro Agramunt – hiszpański polityk i prawnik, deputowany, senator, przewodniczący ZPRE (2016–2017)[43]
  - Miguel Ángel Ayuso Guixot – hiszpański duchowny rzymskokatolicki, kardynał, prefekt Dykasterii ds. Dialogu Międzyreligijnego (2019–2024)[44]
  - Odd Flattum(inne języki) – norweski polityk i działacz sportowy, parlamentarzysta (1981–1989), burmistrz Modum (1993–2007),  prezes NFF (1992–1996)[45]
  - Earl Holliman – amerykański aktor[46]
  - John Tinniswood – brytyjski superstulatek, od 29 czerwca 2024 najstarszy mężczyzna żyjący na świecie[47]
  - Tymoteusz (Jowanowski) – macedoński duchowny prawosławny, metropolita debarski i kiczewski (1995–2024)[48]
- 24 listopada
  - Barbara Taylor Bradford – brytyjska pisarka[49]
  - Breyten Breytenbach – południowoafrykański pisarz, poeta, dramaturg i malarz, więzień polityczny[50]
  - Helen Gallagher(inne języki) – amerykańska aktorka, tancerka i piosenkarka[51]
  - Paweł Hajnowski – polski gitarzysta, członek zespołu Strajk[52][53]
  - Colin Renfrew – brytyjski archeolog[54]
- 23 listopada
  - Tadeusz Buraczewski – polski inżynier, energetyk, satyryk, pisarz[55]
  - Fred R. Harris – amerykański pisarz, prawnik, polityk, senator (1964–1973)[56]
  - Jean Jourden – francuski kolarz szosowy, mistrz świata (1961)[57]
  - Anatol Kocyłowski – polski tancerz, choreograf i pedagog, kierownik Zespołu Pieśni i Tańca Nowa Huta (1980–2017)[58]
  - Jupi Podlaszewski – polski aktor i reżyser teatralny, animator kultury[59]
- 22 listopada
  - Rafał Kowalski – polski aktor[60]
  - Dragan Marković – serbski przedsiębiorca, polityk, burmistrz Jagodiny (2008–2012)[61]
  - Leszek Strasburger – polski bokser[62]
  - Serge Vohor – vanuacki polityk, minister spraw zagranicznych (1991–1993), premier Vanuatu (1995–1996, 1996–1998, 2004, 2011)[63]
- 21 listopada
  - Karekin Bekdżijan – duchowny Apostolskiego Kościoła Ormiańskiego, biskup Niemiec (1992–2017)[64]
  - Dieter Boris – niemiecki socjolog i politolog, profesor[65]
  - Gianfranco Dalla Barba – włoski szermierz, mistrz olimpijski (1984)[66][67]
  - Pehr G. Gyllenhammar(inne języki) – szwedzki przemysłowiec, prezes Volvo AB (1971–1994)[68]
  - Henryk Kania – polski przedsiębiorca, założyciel Zakładów Mięsnych Henryk Kania[69]
  - Richard Sklba – amerykański duchowny rzymskokatolicki, biskup pomocniczy archidiecezji Milwaukee (1979–2010)[70]
  - Stanisław Zapalski – polski lekarz, chirurg naczyniowy, profesor[71]
- 20 listopada
  - José Luis Azcona Hermoso – hiszpański duchowny rzymskokatolicki, augustianin rekolekta, biskup prałat Marajó w Brazylii (1987–2016)[72]
  - Elżbieta Dietrych-Różycka – polska scenografka[73]
  - Zbigniew Dresler – polski ekonomista, dr hab. profesor UEK[74]
  - Andrzej Kobos – polski fizyk, pisarz, tłumacz i fotograf[75]
  - Peter Maddocks – brytyjski rysownik i twórca seriali animowanych[76]
  - Rasoul Mir Malek – irański zapaśnik, olimpijczyk (1964)[77]
  - Mirosław Mikietyński – polski lekarz, samorządowiec, prezydent Koszalina (2002–2010)[78]
  - Andy Paley(inne języki) – amerykański autor tekstów, producent muzyczny, kompozytor i multiinstrumentalista[79]
  - John Prescott – brytyjski ekonomista i polityk, wicepremier (1997–2007), wiceprzewodniczący Partii Pracy (1994–2007), poseł do Izby Gmin (1970–2010), par dożywotni (2010–2024)[80]
  - Jodi Rell – amerykańska polityczka, gubernator stanu Connecticut (2004–2011)[81]
- 19 listopada
  - Cesare Bonizzi – włoski duchowny rzymskokatolicki, kapucyn, założyciel i wokalista zespołu heavymetalowego Fratello Metallo[82]
  - Tony Campolo – amerykański socjolog, teolog i duchowny baptystyczny[83]
  - Stanisław Oziemski – polski inżynier, profesor, dziekan WSiMR PW (1970–1971)[84]
  - Barbara Rzeszotarska – polska chemiczka, profesor[85]
  - Vojo Stanić(inne języki) – czarnogórski malarz i rzeźbiarz[86][87]
- 18 listopada
  - Charles Dumont(inne języki) – francuski piosenkarz i kompozytor piosenek, m.in. „Non, je ne regrette rien”[88][89]
  - Ryszard Gryca – polski biolog i samorządowiec, burmistrz Sławy (1990–1998)[90][91]
  - Bob Love – amerykański koszykarz[92]
  - György Pauk(inne języki) – węgierski skrzypek, pedagog muzyczny[93]
  - José Miguel Pérez García(inne języki) – hiszpański polityk, wiceprezydent Wysp Kanaryjskich (2011–2015)[94]
  - Colin Petersen(inne języki) – australijski perkusista i producent muzyczny, członek grupy Bee Gees[95]
- 17 listopada
  - Bernard Chiarelli – francuski piłkarz[96]
  - Muazzez İlmiye Çığ(inne języki) – turecka superstulatka, archeolożka, orientalistka i pisarka[97]
  - Joachim Griese – niemiecki żeglarz sportowy, wicemistrz olimpijski (1984)[98]
  - Tadeusz Jakubowicz –  polski działacz społeczności żydowskiej, przewodniczący GWŻ w Krakowie (1997–2022)[99][100]
  - Eugeniusz Kubiak – polski wioślarz, olimpijczyk (1964)[101]
  - Orestes Rodríguez Vargas – peruwiańsko-hiszpański szachista, arcymistrz[102][103]
  - Artur Sarnat – polski piłkarz[104][105]
  - Allan Svensson(inne języki) – szwedzki aktor[106]
- 16 listopada
  - Richard V. Allen(inne języki) – amerykański politolog, doradca ds. bezpieczeństwa narodowego (1981–1982)[107]
  - Wiesław Goliat – polski piłkarz ręczny[108]
  - John Hine – brytyjski duchowny rzymskokatolicki, biskup pomocniczy Southwark (2001–2016)[109]
  - Hamid Merakchi – algierski piłkarz[110]
  - Władłen Naumenko – ukraiński piłkarz i trener[111]
  - Jiří Pospíšil – czeski psycholog, przedsiębiorca i polityk, wiceminister obrony (1993–1995), senator (1996–2012)[112]
  - Swietłana Swietliczna(inne języki) – rosyjska aktorka[113]
- 15 listopada
  - Trygve Bornø – norweski piłkarz[114]
  - Celeste Caeiro – portugalska pacyfistka, znana z udziału w rewolucji goździków[115]
  - Romualds Kalsons(inne języki) – łotewski kompozytor[116]
  - Béla Károlyi – rumuński trener gimnastyki[117]
  - Friedrich Knapp(inne języki) – niemiecki przedsiębiorca, właściciel sieci sklepów New Yorker[118]
  - István Nemere(inne języki) – węgierski pisarz science fiction, esperantysta[119][120]
  - Tadeusz Nowacki – polski polityk, samorządowiec i publicysta, poseł na Sejm PRL IX i X kadencji, przewodniczący Rady Miasta Korfantowa (1990–1998)[121]
  - Sönke Sönksen(inne języki) – niemiecki jeździec sportowy, wicemistrz olimpijski (1976)[122]
  - Andrzej Stania – polski górnik i samorządowiec, prezydent Rudy Śląskiej (2000–2010)[123]
  - Minsieit Tazietdinow – rosyjski zapaśnik narodowości czuwaskiej, mistrz Europy (1984), wicemistrz świata (1985)[124]
  - Yuriko – księżna Japonii[125]
- 14 listopada
  - Edgard Brito(inne języki) – brazylijski muzyk folkmetalowy, klawiszowiec zespołu Tuatha de Danann[126]
  - Dennis Bryon(inne języki) – szkocki perkusista rockowy, muzyk zespołu Bee Gees[95]
  - Vic Flick – brytyjski gitarzysta[127]
  - Jerzy Noszczak – polski trener piłki ręcznej, trener reprezentacji Polski kobiet (1987–1994)[128][129]
  - Peter Sinfield – brytyjski poeta, autor tekstów piosenek, producent muzyczny[130]
  - Andrzej Sykta – polski piłkarz[131]
  - Saburō Yokomizo – japoński lekkoatleta, długodystansowiec, olimpijczyk (1964)[132]
- 13 listopada
  - Wadim Browcew – rosyjski przedsiębiorca i polityk, premier Osetii Południowej (2009–2012), p.o. prezydenta Osetii Południowej (2011–2012)[133]
  - Teodoro Buhain – filipiński duchowny rzymskokatolicki, biskup pomocniczy Manili (1983–2003)[134]
  - Michał Dąbrowski – polski szermierz, paraolimpijczyk i medalista paraolimpijski (2024)[135]
  - Zenon Hajduga – polski tancerz[136]
  - Haszem Kolahi – irański zapaśnik, mistrz Azji (1981), olimpijczyk (1976)[137]
  - Jan Rozmarynowski – polski fotoreporter sportowy[138]
  - Ahmed M. Mahamoud Silanyo – somalijski ekonomista i polityk, prezydent Somalilandu (2010–2017)[139]
  - Paul Staes – belgijski polityk i dziennikarz, eurodeputowany II i III kadencji, senator[140]
  - Shel Talmy(inne języki) – amerykański producent muzyczny, autor tekstów i aranżer[141]
  - Shuntarō Tanikawa(inne języki) – japoński poeta i tłumacz, laureat Nagrody Asahi (1996)[142]
  - Luis Ernesto Tapia – panamski piłkarz[143]
  - Elizabeth Kridl Valkenier – amerykańska historyczka sztuki polskiego pochodzenia[144]
  - Danuta Wawrzynkiewicz – polska administratywistka i urzędniczka[145]
- 12 listopada
  - Bronisław Bernacki – polski duchowny rzymskokatolicki, biskup odesko-symferopolski (2002–2020), przewodniczący Konferencji Episkopatu Ukrainy (2018–2020)[146]
  - Tomasz Buza – polski dziennikarz i filmoznawca[147]
  - Liang Guanglie(inne języki) – chiński wojskowy, generał, minister obrony (2008–2013)[148]
  - Roy Haynes – amerykański perkusista jazzowy[149]
  - Michael Hübner – niemiecki kolarz torowy, siedmiokrotny mistrz świata (1986, 1990, 1991, 1992, 1995)[150]
  - Otepa Kalambay – kongijski piłkarz, uczestnik Mistrzostw Świata (1974)[151]
  - Helen Kleinbort Krauze(inne języki) – meksykańska dziennikarka urodzona w Białymstoku[152]
  - Thomas Kurtz – amerykański informatyk, współtwórca języka programowania BASIC[153]
  - Saïd Ben Moustapha(inne języki) – tunezyjski dyplomata i polityk, minister spraw zagranicznych (1997–1999)[154]
  - Coşkun Taş – turecki piłkarz[155]
  - Timothy West(inne języki) – brytyjski aktor[156]
- 11 listopada
  - Marco Angulo – ekwadorski piłkarz[157]
  - Frank Auerbach – brytyjski malarz i grafik[158]
  - Marie Benešová – czeska prawniczka i polityczka, minister sprawiedliwości (2013–2014 i 2019–2021)[159][160]
  - Jan Kiedrowicz – polski szachista, mistrz międzynarodowy[161]
  - Wanda Wójtowicz – polska prawniczka, specjalistka z zakresu prawa finansowego, profesor[162]
- 10 listopada
  - Barbara Aland – niemiecka teolożka ewangelicka i biblistka, profesor[163]
  - Timothy J. Crow – brytyjski lekarz psychiatra, profesor, badacz schizofrenii[164]
  - Józef Lipiec – polski filozof, profesor, działacz sportowy i harcerski[165]
  - Dallas Long – amerykański lekkoatleta, kulomiot, mistrz olimpijski (1964), rekordzista świata (1959, 1960, 1962–1964)[166]
  - Andrzej Szromnik – polski ekonomista, profesor[167]
  - Wojciech Zieliński – polski chemik, profesor, rektor Politechniki Śląskiej (2002–2008)[168]
- 9 listopada
  - Bobby Allison(inne języki) – amerykański kierowca wyścigowy[169]
  - Masao Arai – japoński zapaśnik, mistrz świata (1975), medalista olimpijski (1976)[170]
  - Jean-Marie Untaani Compaoré – burkiński duchowny rzymskokatolicki, biskup Fada N'Gourma (1979–1995), arcybiskup Wagadugu (1995–2009)[171]
  - Lou Donaldson – amerykański saksofonista jazzowy[172]
  - Judith Jamison – amerykańska tancerka i choreografka[173]
  - Pepe Justicia(inne języki) – hiszpański gitarzysta flamenco[174]
  - James Keleher – amerykański duchowny rzymskokatolicki, biskup Belleville (1984–1993), arcybiskup Kansas City (1993–2005)[175]
  - Viesturs Meijers – łotewski szachista, arcymistrz[176]
  - Ram Narayan – indyjski muzyk, wirtuoz sarangi[177]
  - Herbert Schnädelbach – niemiecki filozof, profesor[178]
- 8 listopada
  - Stanisław Chiliński – polski zapaśnik, olimpijczyk (1980)[179]
  - Micha’el Etan – izraelski polityk i wojskowy, minister nauki i technologii (1997–1998), członek Knesetu (1984–2014)[180]
  - Kazimierz Ferenc – polski architekt, urzędnik państwowy i polityk, wojewoda rzeszowski (1990–1994)[181]
  - Geneviève Grad – francuska aktorka[182]
  - Rachid Mekloufi – algierski piłkarz i trener[183]
  - Helle Meri(inne języki) – estońska aktorka, żona Lennarta Meriego, pierwsza dama Estonii (1992–2001)[184]
  - Jerry M. Patterson – amerykański polityk i prawnik, burmistrz Santa Any (1973–1975), członek Izby Reprezentantów (1975–1985)[185]
  - Piotr (Łukjanow) – amerykański duchowny prawosławny, arcybiskup Chicago i środkowej Ameryki (2016–2024)[186]
- 7 listopada
  - Jürgen Becker(inne języki) – niemiecki poeta, pisarz i tłumacz, laureat Nagrody Büchnera (2014)[187]
  - Louis Gelineau – amerykański duchowny rzymskokatolicki, biskup Providence (1971–1998)[188]
  - Marek Kulikowski – polski lekarz ginekolog i endokrynolog, profesor[189]
  - Marek Szpanier – polski samorządowiec, burmistrz Szczytnej (2006–2018, 2021–2024)[190]
- 6 listopada
  - Dorothy Allison(inne języki) – amerykańska pisarka[191]
  - John Dempsey – irlandzki piłkarz[192]
  - Pablo Hakimian – argentyński duchowny ormiańskokatolicki, eparcha Buenos Aires oraz egzarcha apostolski Ameryki Łacińskiej i Meksyku (2018–2024)[193]
  - Maximilian Heidenreich(inne języki) – niemiecki piłkarz[194]
  - Wiktor Kondratow – ukraiński piłkarz[195]
  - Philippe Nkiere – kongijski duchowny rzymskokatolicki, biskup Bondo (1992–2005) i Inongo (2005–2018)[196]
  - John Nott – brytyjski prawnik, ekonomista i polityk, poseł do Izby Gmin (1966–1983), minister obrony (1981–1983)[197]
  - Madeleine Riffaud(inne języki) – francuska poetka i dziennikarka, bojowniczka ruchu oporu[198].
  - Fabio Sartor – włoski aktor[199]
  - Daniel Spoerri – rumuński artysta rzeźbiarz, malarz i grafik[200]
  - Tony Todd – amerykański aktor[201]
- 5 listopada
  - Félicie Affolter – szwajcarska psycholożka i psychoterapeutka[202]
  - Marise Chamberlain – nowozelandzka lekkoatletka, biegaczka średniodystansowa, medalistka olimpijska (1964)[203]
  - Maciej Juhnke – polski trener kajakarstwa[204]
  - Andrzej Hachuła – polski hokeista, reprezentant kraju, olimpijczyk (1984)[205]
  - Stefan Postrzednik – polski inżynier energetyk, profesor[206]
- 4 listopada
  - Julian Bartosz – polski dziennikarz i historyk[207]
  - Jan Antoni Burnat – polski artysta grafik, scenograf teatralny, nauczyciel akademicki[208]
  - Kicki Håkansson – szwedzka modelka, zwyciężczyni pierwszego konkursu Miss World (1951)[209]
  - Henryk Kocój – polski historyk, profesor[210]
  - Józef Konieczny – polski samorządowiec, burmistrz Łęczycy (1998–2002), przewodniczący Rady Miasta Łęczyca (1994–1998)[211]
  - Andrzej Krzesiński – polski lekkoatleta, tyczkarz, olimpijczyk (1960)[212]
  - Zbigniew Krzyżanowski – polski trener siatkarski, trener kobiecej reprezentacji Polski[213]
  - Maciej Łukaszuk – polski wiolonczelista, wykładowca akademicki[214]
  - Bernard Marcus(inne języki) – amerykański przedsiębiorca, współzałożyciel sieci handlowej Home Depot[215]
  - Tyka Nelson(inne języki) – amerykańska wokalistka, siostra Prince’a[216]
  - Renato Serio – włoski kompozytor, dyrygent i aranżer[217]
  - Benedykt Suchecki – polski polityk i samorządowiec, wójt gminy Puszcza Mariańska, poseł na Sejm IV kadencji (2001–2005)[218]
- 3 listopada
  - Quincy Jones – amerykański kompozytor, producent muzyczny[219]
- 2 listopada
  - Tomasz Gruszecki – polski ekonomista, profesor, minister przekształceń własnościowych (1991–1992)[220]
  - Jonathan Haze(inne języki) – amerykański aktor, producent i scenarzysta filmowy[221]
  - Stanisław Kowalski – polski działacz społeczny, prezes Stowarzyszenia Radomski Czerwiec 76[222]
  - Clement Quartey – ghański bokser, medalista olimpijski (1960)[223]
  - Alan Rachins – amerykański aktor[224]
  - Jan Sieradziński(inne języki) – polski aktor[225]
- 1 listopada
  - Anna Boczkowska – polska historyk sztuki, pisarka[226]
  - Morten Stig Christensen(inne języki) – duński zawodnik piłki ręcznej, olimpijczyk (1980, 1984), prezes Duńskiego Związku Piłki Ręcznej(inne języki) (2021–2024)[227]
  - Aleksander Grzybowski – polski samorządowiec i inżynier, burmistrz Chrzanowa (1991–1998), przewodniczący Rady Miasta Chrzanowa (2002–2006)[228]
  - Kanji Nishio(inne języki) – japoński badacz literatury[229]
  - Luiz Onmura – brazylijski judoka, medalista olimpijski (1984)[230]
  - Michael Ruse – brytyjski filozof[231]

- nieznana data dzienna
  - Bob Bryar – amerykański perkusista, członek zespołu My Chemical Romance (2004–2010)[232]
  - Jaromir Netzel – polski adwokat, prezes zarządu PZU S.A. (2006–2007)[233]